# Zendon Hamilton
Zendon Alfonso Hamilton (Floral Park, 27 aprile 1975) è un ex cestista e allenatore di pallacanestro statunitense.

## Palmarès
- McDonald's All-American Game (1994)